# Yakuake
O Yakuake (Yet Another Kuake) é um emulador de terminal nativo do KDE. O seu desenho foi inspirado na consola de jogos de computador tais como aquela presente no Quake que desliza para baixo a partir do topo da janela quando uma tecla é premida e volta a deslizar para cima quando essa mesma tecla é novamente premida. 
O seu desenho consiste na integração do Konsole como componente do interface gráfico que gere as janelas.